# معتمدية ساقية الزيت
معتمدية ساقية الزيت إحدى معتمديات الجمهورية التونسية، تابعة لولاية صفاقس.